# Veitskirche (Berga-Wünschendorf)

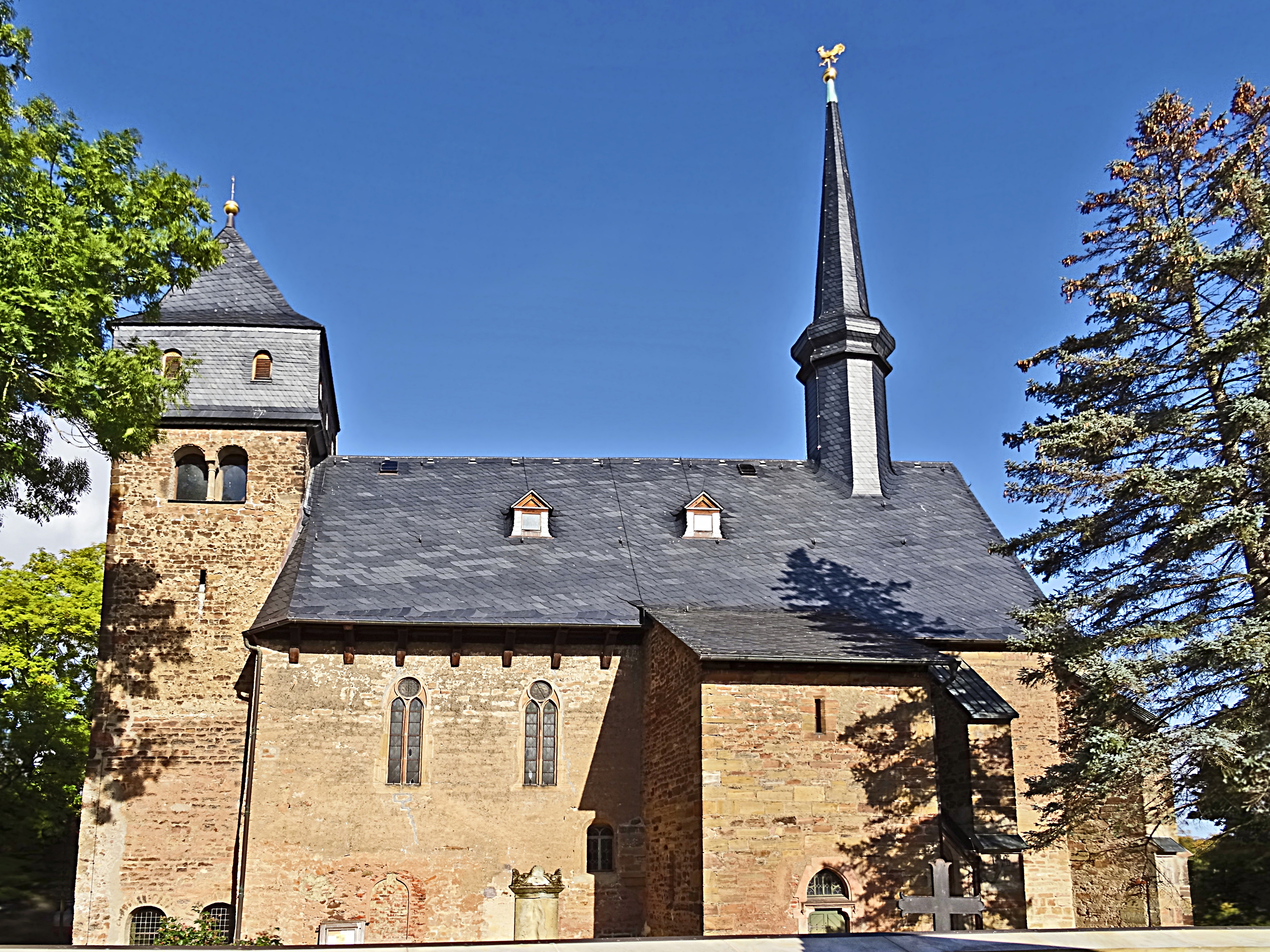
Pfarrkirche St. Veit

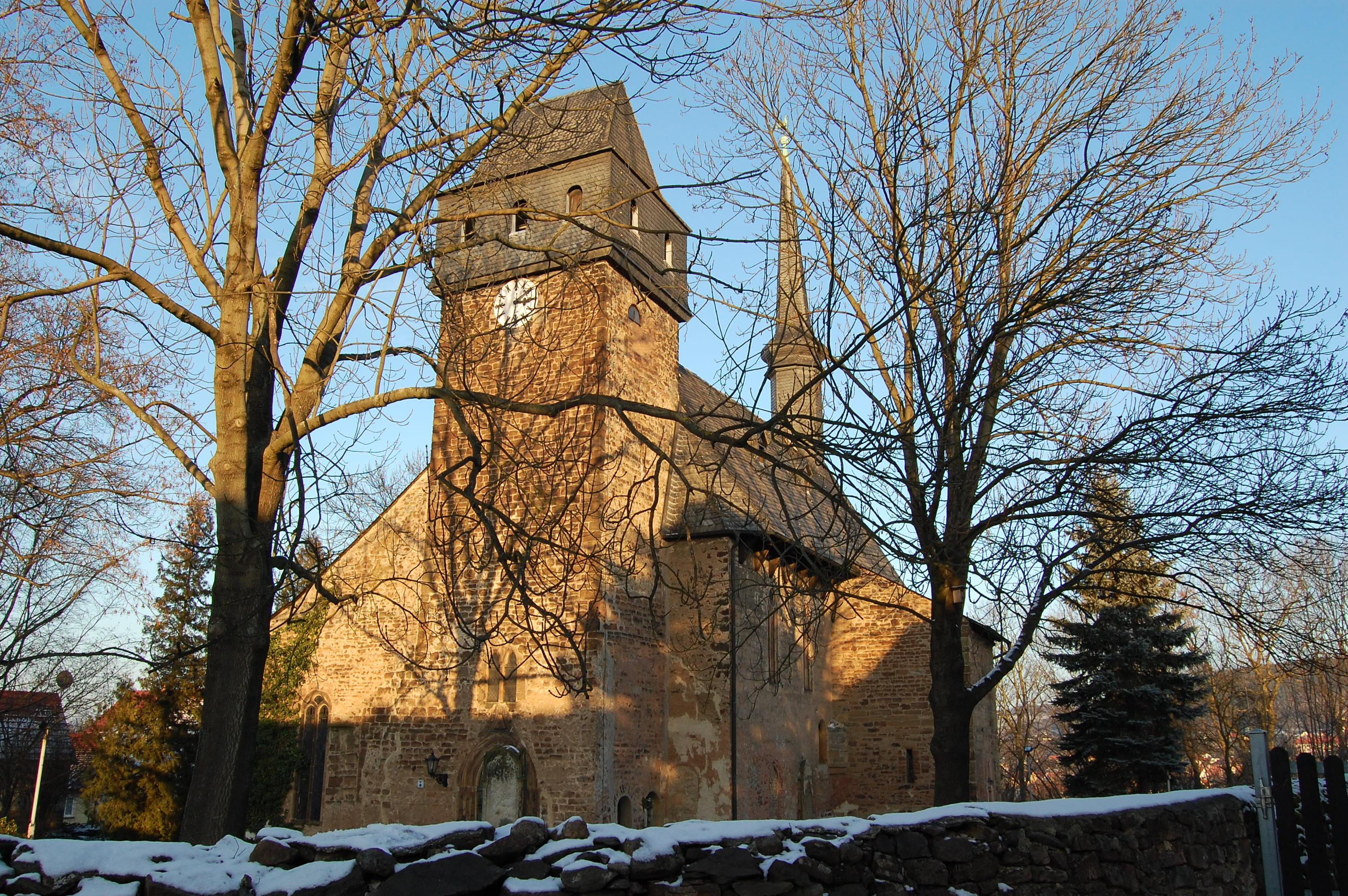
Die Kirche von außen, Winter 2007

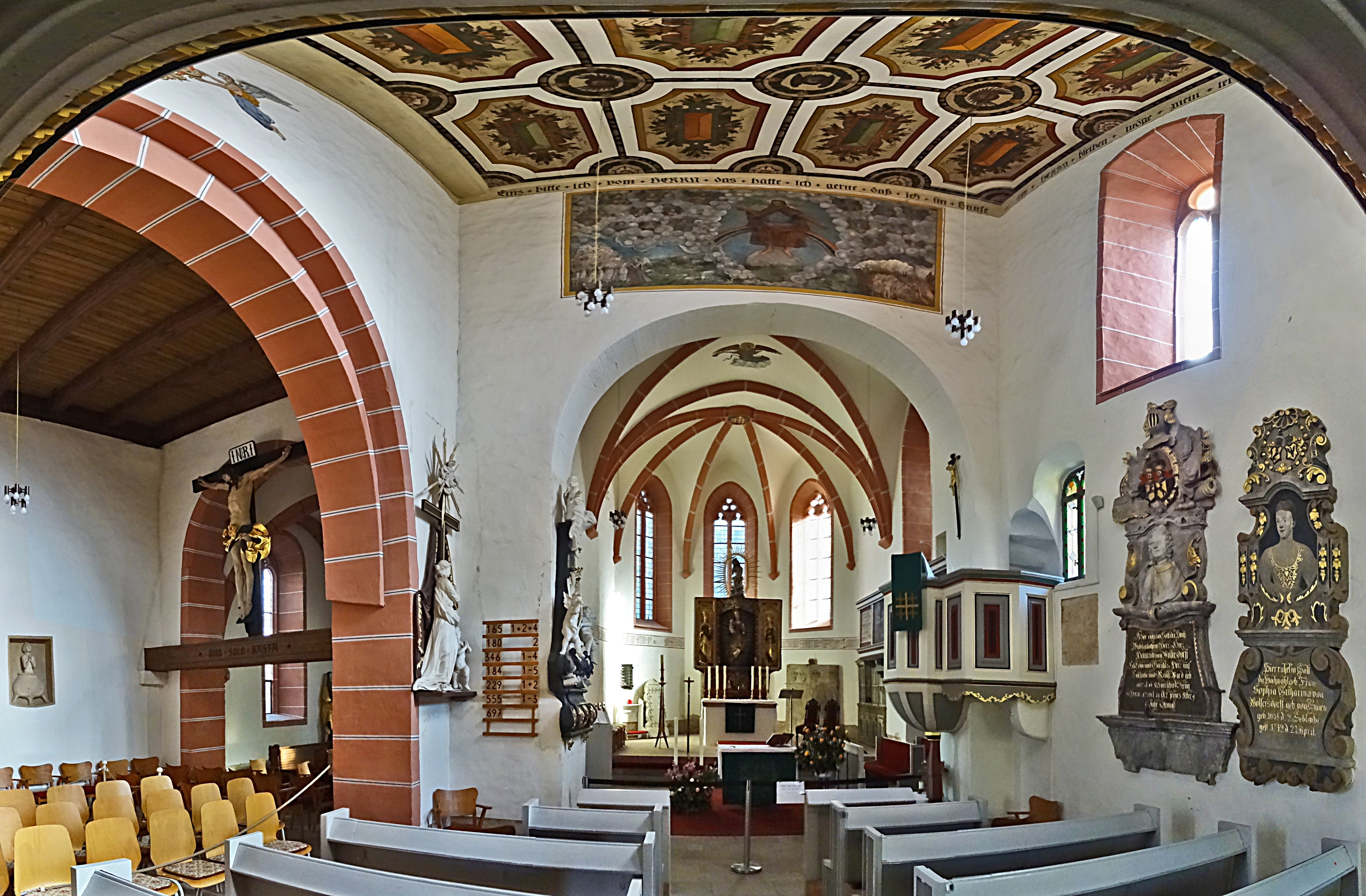
Innenansicht

Die evangelische Veitskirche steht im Ortsteil Veitsberg in der Stadt Berga-Wünschendorf im Landkreis Greiz in Thüringen. Sie gehört zur Kirchengemeinde Wünschendorf im Kirchenkreis Gera der Evangelischen Kirche in Mitteldeutschland.

## Geschichte

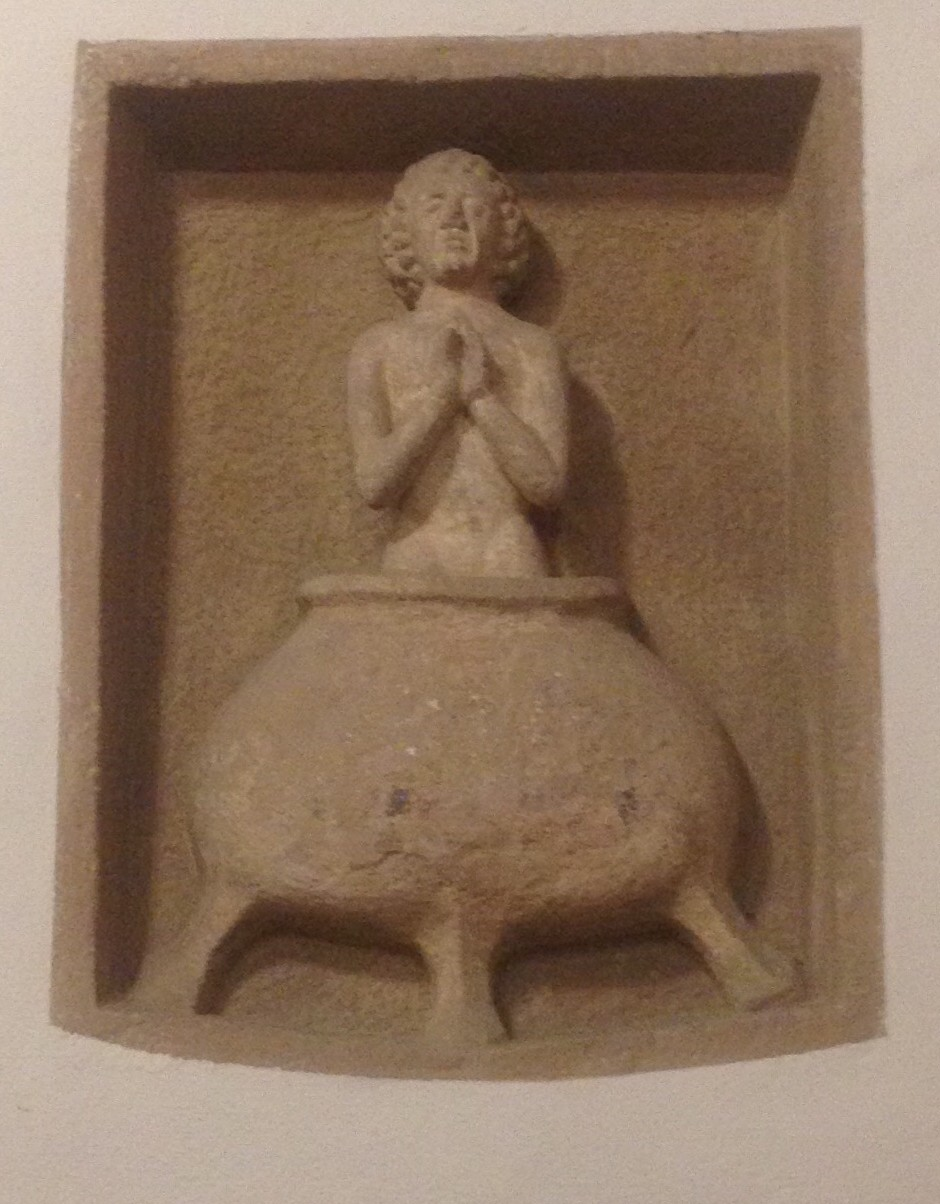
Steinrelief St. Veit

Die Pfarrkirche St. Veit ist über 1000 Jahre alt. Sie ist die älteste Kirche des Vogtlands und gehört mit zu den ältesten Kirchen Thüringens. Das Gotteshaus war Mittelpunkt eines Burgwardgebiets um Weida. Bis zum 17. Jahrhundert wurde es immer wieder umgebaut und erweitert, so dass sich in ihm Stilarten mehrerer Epochen vereint haben.
Um 1170 wurde an die vorhandene einschiffige Kirche eine zweite, größere romanische Kirche mit Westturm angebaut. Durch Öffnung der Zwischenwand wurde im 13./14. Jahrhundert aus beiden Kirchen eine größere geschaffen und der gotische Hohe Chor errichtet. Das ehemalige Probsteigebäude des Klosters Cronschwitz ist seit dem Jahr 1570 das Pfarrhaus der Pfarrkirche St. Veit in Wünschendorf/Elster.
Die Kirche wird außer zu Gottesdiensten auch für monatliche Konzertveranstaltungen genutzt.

## Architektur
Auffällig in der Außenansicht ist der massive westliche Glockenturm, an dem im 16. Jahrhundert das spätgotische, aus dem Kloster Mildenfurth stammende Portal eingefügt wurde. Die Sakristei ist ein um 1360 in die Kirchenerweiterung einbezogener Mauerturm der verfallenen Burganlage.

## Ausstattung

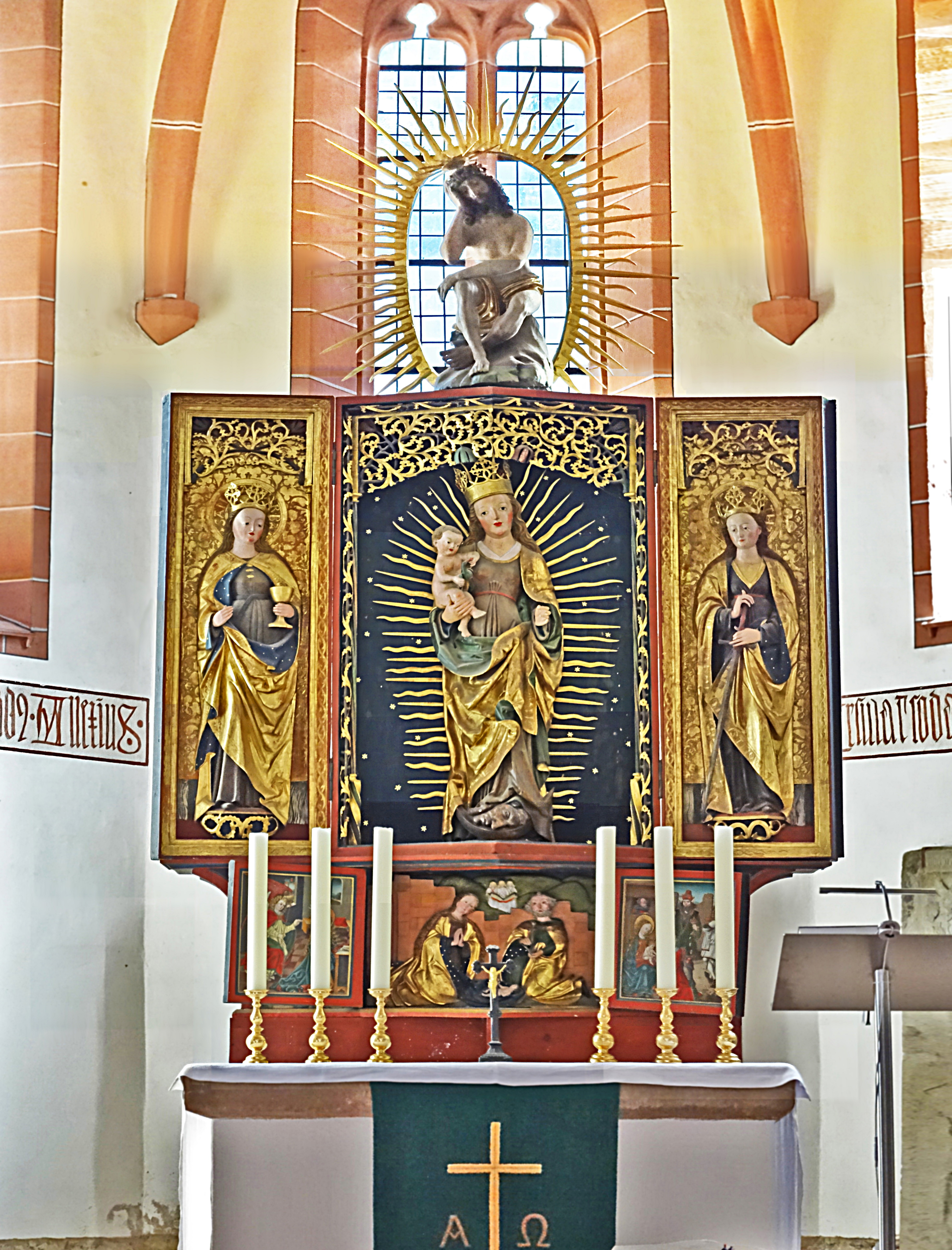
Flügelaltar

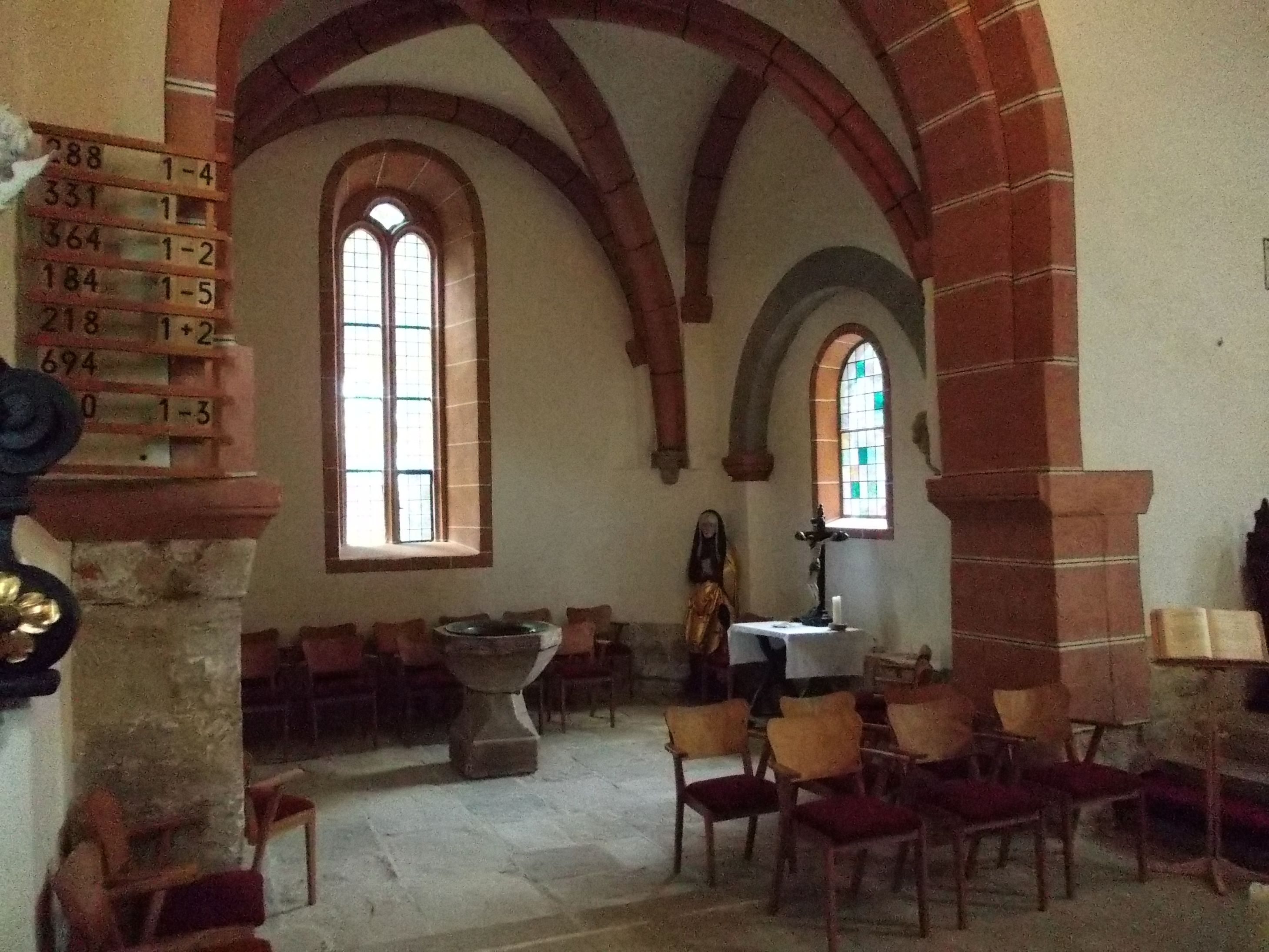
St. Marienkapelle mit Taufstein

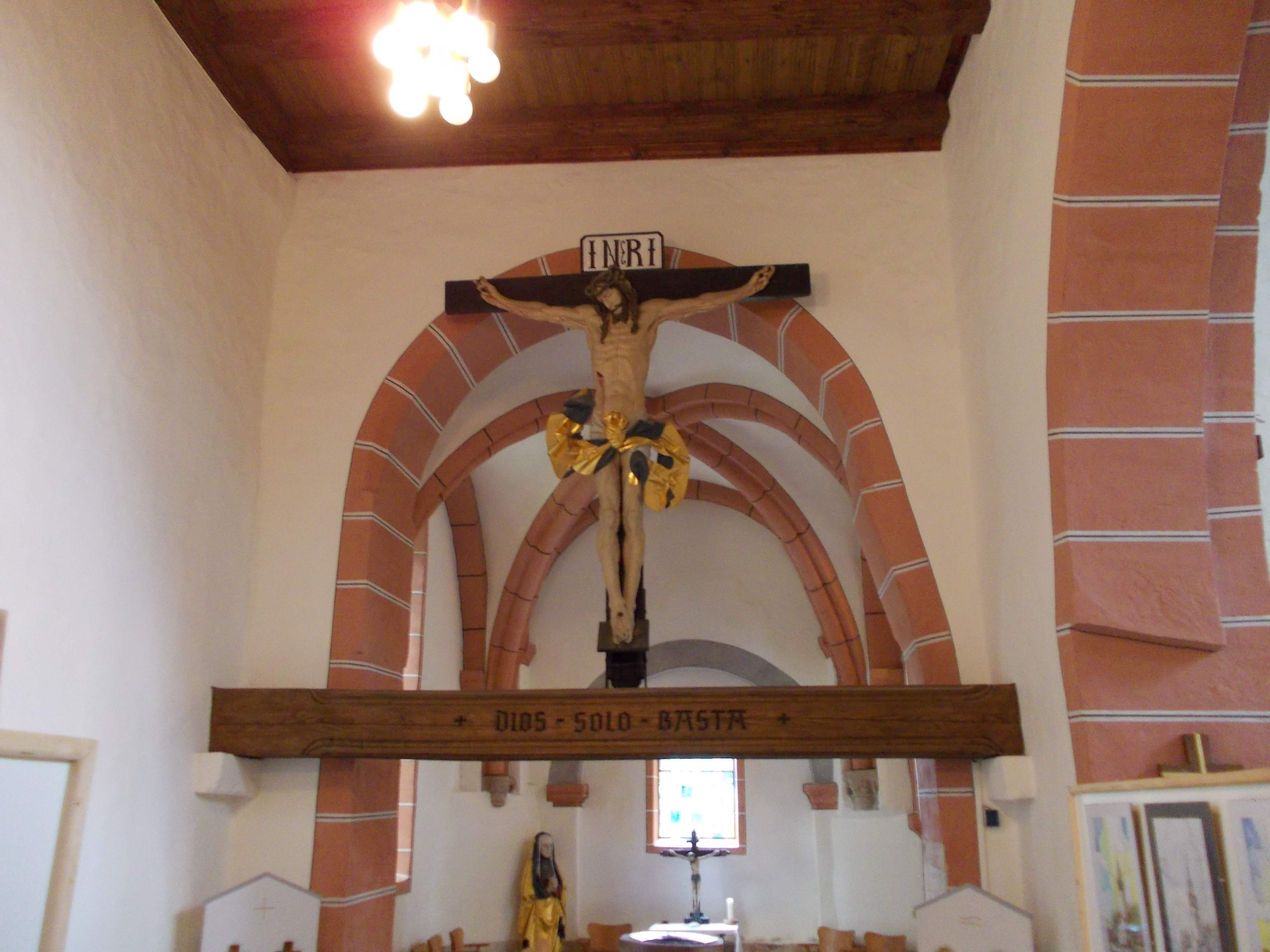
Triumphkreuz

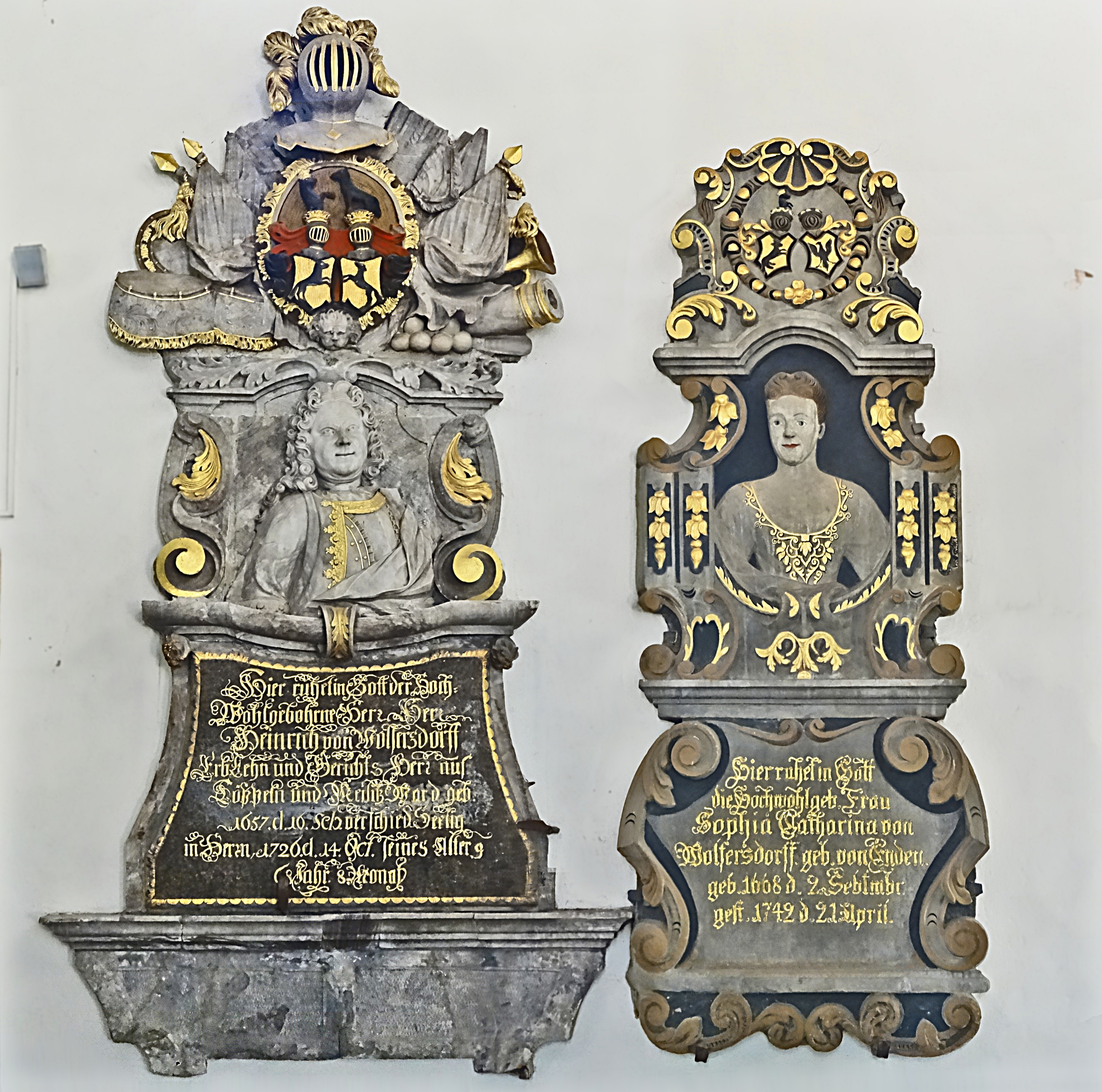
Epitaphe

### Chor
Bei der Restaurierung von 1896 entdeckte man unter den Chorfenstern eine übertünchte Weiheinschrift, legte sie frei und frischte sie 1970 auf. Sie stammt aus dem 14. Jahrhundert und gibt einen Text wieder, der wahrscheinlich im 12. Jahrhundert im kleineren Vorgängerbau des Chors angebracht worden war. Die Inschrift gibt als Weihedatum der Kirche den vierten Oktober 1170 an. Unterhalb der Inschrift stehen an der Ostwand des Chors Grabsteine aus dem frühen 18. Jahrhundert.

#### Flügelaltar
Der spätgotische Flügelaltar entstand um 1480 als Marienaltar in der Werkstatt von Hans Topher, auf den eine Inschrift im Mantelsaum der heiligen Katharina hinweist. Auf einer steinernen Mensa, an der noch Weihekreuze erkennbar sind, ruht auf einer Predella ein Triptychon. Das Gesprenge, das das Retabel bekrönte, ist verloren gegangen.
Die Predella besteht aus einem Mittelteil und einem Flügelpaar. Sind die Flügel geschlossen, sieht man vier gemalte Brustbilder von heiligen Frauen, die man an den beigefügten Attributen erkennen kann: Apollonia mit einer Zange, die einen Zahn fasst, Dorothea mit einem Korb mit Rosen und Äpfeln, Margareta mit einem Kreuz und einem Drachen, und Ursula mit einem Pfeil. Werden die Flügel geöffnet, erscheint im Mittelschrein als Relief die Geburt Jesu. Flankiert wird das Relief von zwei Gemälden auf den Flügeln: links die Verkündigung an Maria und rechts die Anbetung der  Heiligen Drei Könige.
Das Triptychon zeigt im geschlossenen Zustand zwei Gemälde: rechts den heiligen Levinus mit Buch und einer Zange mit einer Zunge als Attribut, links den heiligen Veit mit einem Buch, auf dem ein Hahn steht. Bei Öffnung des Retabels wird die Festtagsseite sichtbar. Mittelschrein und Flügel sind mit geschnitzten Figuren versehen. Im Zentrum des Altars steht Maria mit ihrem Kind in einem Strahlenkranz auf einer Mondsichel. Auf dem linken Flügel ist die heilige Barbara mit einem Kelch, auf dem rechten die heilige Katharina mit einem Schwert dargestellt. Ihre Namen sind in ihre Heiligenscheine geschrieben. Die Festtagsseite ist reich vergoldet.
Das geschnitzte Maßwerk des früheren Gesprenges wurde nach der Reformation durch eine aus Holz geschnitzte Figur ersetzt. Sie stellt Christus in der Rast dar, umrahmt von einem goldenen Strahlenkranz. Die künstlerische Qualität dieser Statue erreicht aber nicht das Niveau des Retabels.

#### Wurzel-Jesse-Scheiben
Das zweibahnige gotische Südfenster des Chors ist im Bogenfeld mit einem Rundfenster versehen. An dieser höchsten Stelle und im obersten Rechteck der rechten Bahn ist je eine farbige Glasscheibe aus der Zeit zwischen 1170 und 1190 eingefügt. Es sind Fragmente eines großen Fensters, das sich wahrscheinlich in der ehemaligen Apsis des Hauptchors befand, wobei aber die frühere Apsis des nördlichen Seitenschiffes als möglicher Standort nicht ganz ausgeschlossen werden kann. Der ursprüngliche Platz ging vermutlich schon um 1360 beim Umbau der Kirche verloren. Thema dieses Fensters war die Wurzel Jesse, die Darstellung der Vorfahren Jesu. Die Zahl der Figuren des ursprünglichen Stammbaums ist nicht bekannt. Übrig geblieben sind die den Stammbaum bekrönende ganzfigurige Christusgestalt, die auch jetzt den höchsten Platz im Fenster einnimmt, und als Halbfigur ein alttestamentarischer König, vielleicht König David, wie Vergleiche mit anderen Wurzel-Jesse-Bildern vermuten lassen.
Der thronende Christus hat seine linke Hand segnend erhoben, während er in seiner rechten ein Spruchband mit einem lateinischen Bibelzitat hält:
EGO FLOS CAMPI ET LILIUM CONVALLIUM. (Ich bin eine Blume des Feldes und eine Lilie der Täler.) (Hld 2,1 )
Der blaue Hintergrund ist von grünen Blattranken durchzogen. Christus ist mit einem Kreuznimbus dargestellt und mit einem weißen Gewand und gelbem Umhang bekleidet. Der König trägt über einem gelben Untergewand mit breiten rot-violetten Querstreifen einen roten Mantel. Eine reich verzierte Kopfbedeckung krönt sein Haupt.
Bei der Restaurierung der Kirche von 1896, die eine Regotisierung des Inneren anstrebte, kamen die beiden romanischen Scheiben zu Schaden. Die Figuren wurden durch willkürliche Ergänzungen und Entfernen originaler Teile entstellt. Der Christuskopf wurde durch einen neuen Kopf im nazarenischen Stil ersetzt. In diesem Zustand blieben die Scheiben bis zum Anfang der 1960er Jahre. Dann wurden die Zutaten von 1896 wieder entfernt und verlorene Glasteile ersetzt. Das Haupt Christi wurde gemäß einer sorgfältig ausgeführten Zeichnung der Christusscheibe von 1860 rekonstruiert. Die auf diese Weise dem originalen Zustand wieder angenäherte romanische Glasmalerei, die zu den ältesten und nur in geringer Zahl erhaltenen Glasmalereien des 12. Jahrhunderts in Deutschland gezählt wird, befindet sich seit 1963 an ihrem heutigen Platz.

#### Malerei
Vor dem Wurzel-Jesse-Fenster befindet sich die Südempore, die 1896 errichtet wurde. An ihrer Brüstung sind vier Tafeln mit Emporenmalerei aus dem frühen 17. Jahrhundert mit Motiven aus dem Leben Jesu angebracht: Mariä Verkündigung, Geburt Jesu, Taufe Jesu im Jordan und das Abendmahl Jesu. Die Gruppe wird von ornamental bemalten Tafeln flankiert, die im 16. Jahrhundert entstanden sind.
An der Decke des Chors gibt es zwei Schlusssteine. Der östliche ist mit dem Jesusmonogramm IHS verziert, der westliche mit einer Rosette. In den vier Gewölbekappen des westlichen Jochs ist je ein musizierender Engel auf einer Wolke dargestellt, jeder mit einem anderen Blasinstrument. Datiert wird diese Malerei ins 15. Jahrhundert.
An der Ostseite des Triumphbogens zeigt ein Rundbild aus dem 14. Jahrhundert die Anbetung der Könige vor einer offenen Hütte, über der drei Engel schweben. Das Motiv ist von einem Kreis aus Wolken umgeben und damit in eine himmlische Sphäre versetzt. Nicht nur jeder König, sondern auch Maria trägt hier eine Krone.

### Hauptschiff
Der Triumphbogen zwischen Langhaus und Hohem Chor zeigt eine Darstellung des Jüngsten Gerichts vom Ende des 15. Jahrhunderts. An der Decke des Langhauses befinden sich 16 Kassetten aus der Renaissance.

### Nordseitenschiff
Früher Wallfahrtsort für zahlreiche Pilger ist die Ottonische Kapelle, der älteste Teil des Gotteshauses. Sie ging aus der Burg Veitsberg als Burgkapelle hervor, die 974 erbaut und auf den Namen der Gottesmutter Maria geweiht wurde und bis heute als Taufkapelle dient. Früher von einem steinernen Lettner vom Nordschiff abgetrennt, befindet sich heute unter dem Bogen der früheren östlichen Apsis das Triumphkreuz aus dem Jahr 1513. Es wurde vom bedeutendsten sächsischen Bildhauer der Gotik, dem berühmten Meister Hanns Witten (HW), geschaffen und befand sich bis ins 16. Jahrhundert in der Klosterkirche St. Marien (Maria am Wasser) in Cronschwitz.
Im Chorvorraum befindet sich ein mittelalterliches Steinrelief aus der Zeit um 1162 bis 1170 mit der Darstellung des heiligen Veit, eines der vierzehn Nothelfer und des Schutzheiligen der Kirche, wie er im Kessel mit siedendem Pech betend den Märtyrertod erleidet.

## Orgeln
Die Brüstung der Orgelempore ist mit dem Apostelzug reich bebildert.

### Kleinorgel (1974–1995)
Im Jahr 1974 wurde durch die Orgelbaufirma Wilhelm Sauer als op. 1988 eine Kleinorgel für die Kirche in Wünschendorf gebaut. Das Instrument hatte 8 Register auf einem Manual und Pedal. Es verfügte über Schleifladen, die Trakturen waren mechanisch. 1995 wurde diese Orgel durch eine neue ersetzt, über ihren weiteren Verbleib ist nichts bekannt.

### Orgel seit 1995

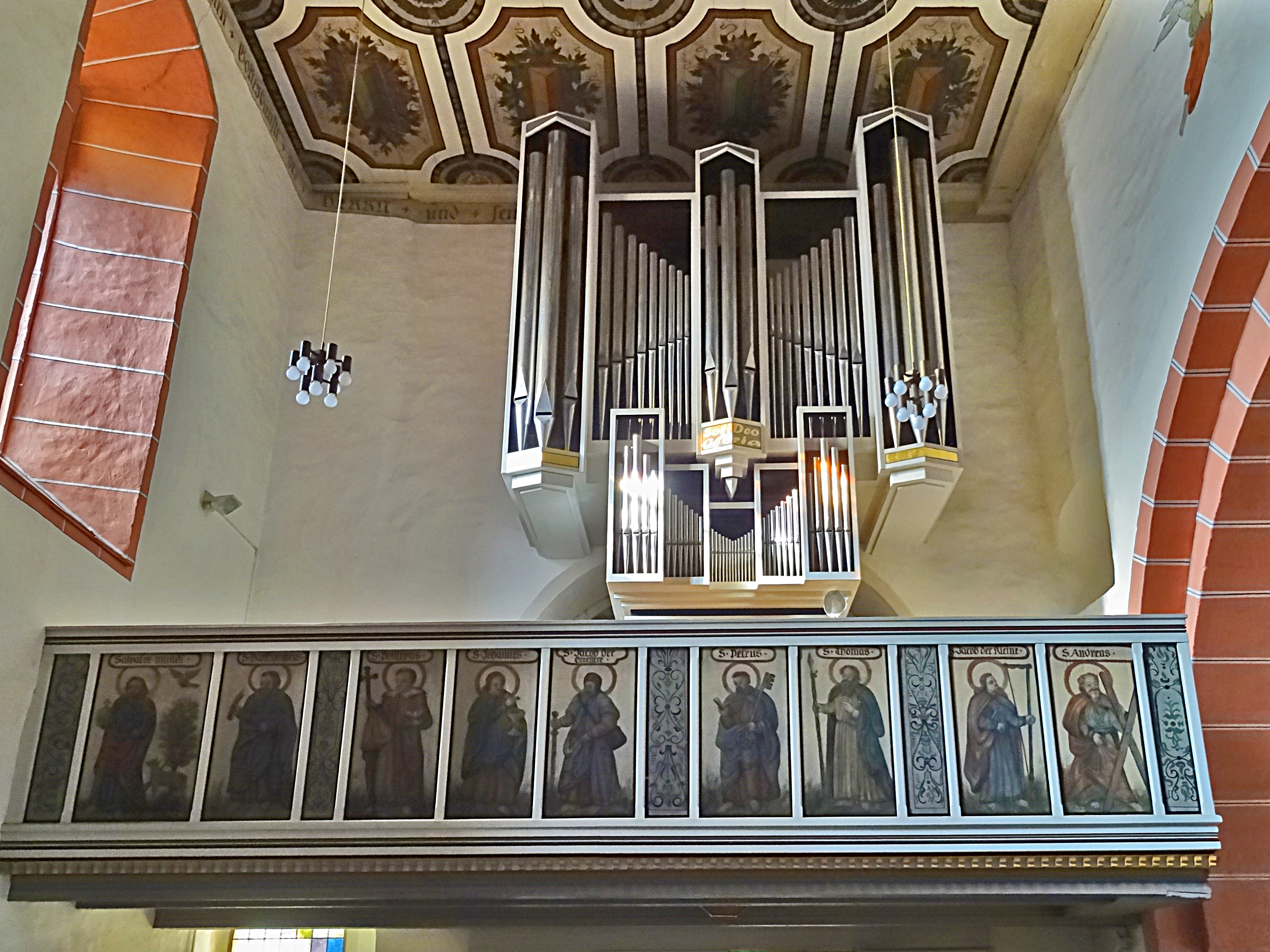
Orgel und Empore mit Apostelzug

1993–94 erbaute die Firma Vogtländischer Orgelbau Thomas Wolf ein neues Orgelwerk. Das Instrument hat 16 Register auf zwei Manualen und Pedal. Die Platzverhältnisse auf der Empore waren so knapp, dass das Hauptwerk und das Pedalwerk auf Stahlträgern liegen, die in die Außenwand eingelassen wurden. Das Brustwerk und der Spieltisch stehen in einem separaten Gehäuse. Die Trakturen sind mechanisch.
Diese Orgel hat folgende Disposition:
| I Hauptwerk C–g3 |                  |       |
| 1.               | Principal        | 8′    |
| 2.               | Spillpfeife      | 8′    |
| 3.               | Octave           | 4′    |
| 4.               | Gemshorn         | 4′    |
| 5.               | Waldflöte        | 2′    |
| 6.               | Sesquialtera II0 | 2 ⁄3′ |
| 7.               | Mixtur IV        | 2′    |

| II Brustwerk C–g3 |            |    |
| 8.                | Gedackt    | 8′ |
| 9.                | Flauten    | 4′ |
| 10.               | Principal  | 2′ |
| 11.               | Sifflöte   | 1′ |
| 12.               | Cymbel II0 | 1′ |
|                   | Tremulant  |    |

| Pedal C–f1 |            |     |
| 13.        | Subbaß     | 16′ |
| 14.        | Pommer     | 8′  |
| 15.        | Choralbaß0 | 4′  |
| 16.        | Fagott     | 16′ |

- Koppeln: Normalkoppeln II/I, I/P, II/P
- Anmerkungen:

1. 1 2  Aus Holz, konische Bauform.

## Kreuzweg
Am Chor der Veitskirche befinden sich mittelalterliche Steinreliefs mit Stationen aus der Passion Christi.

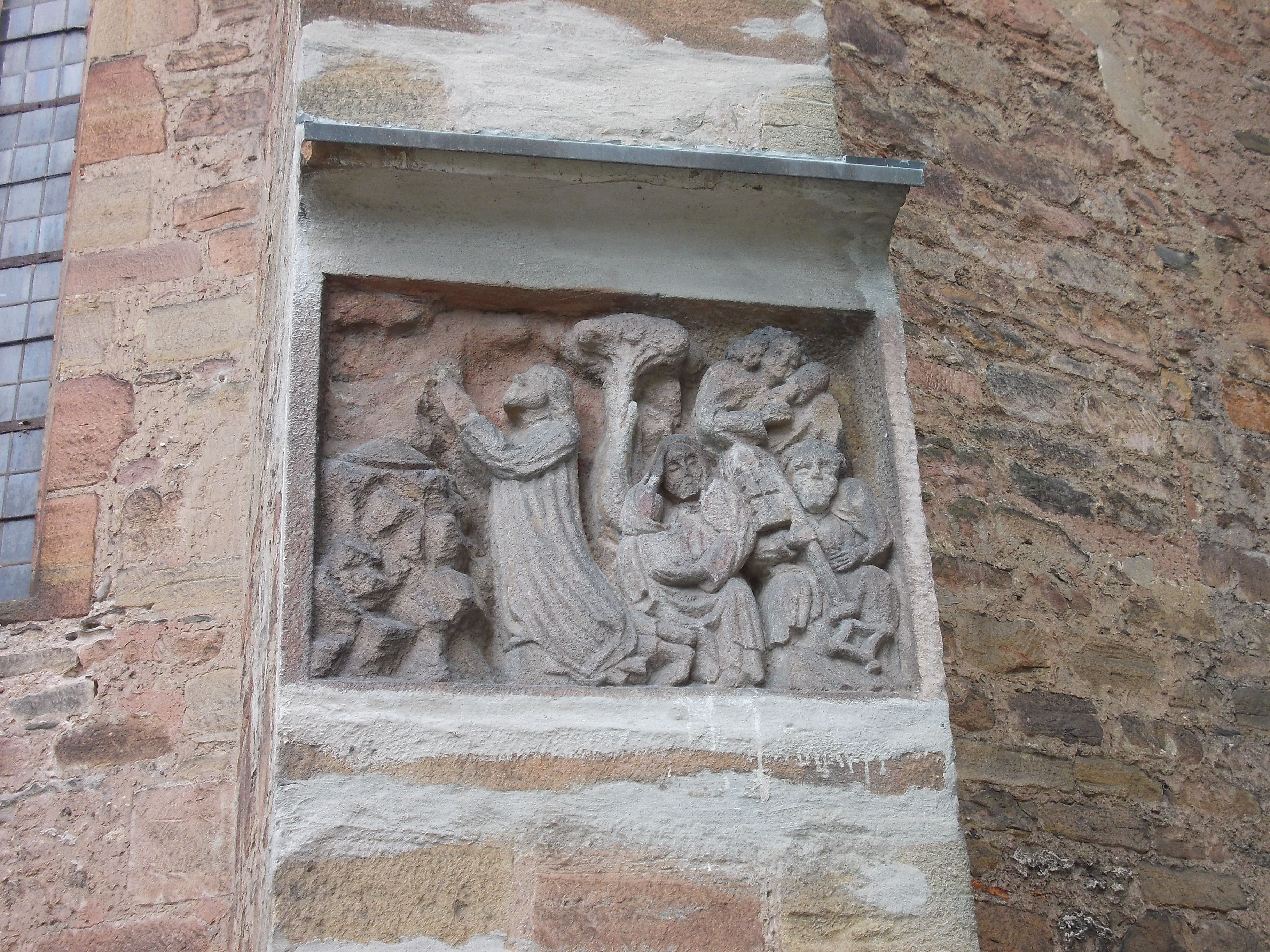
Christus betet im Garten Getsemani
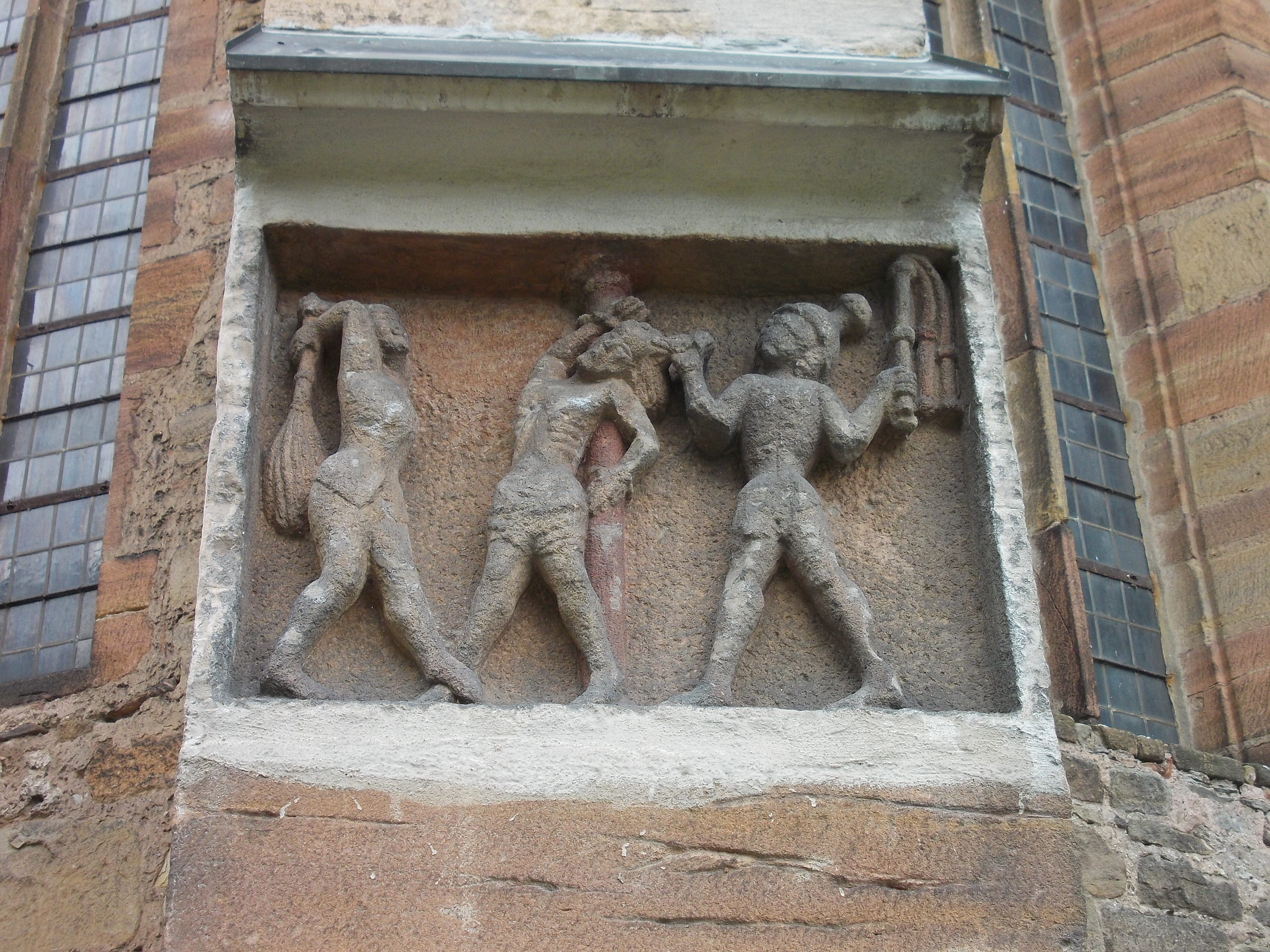
Geißelung Christi
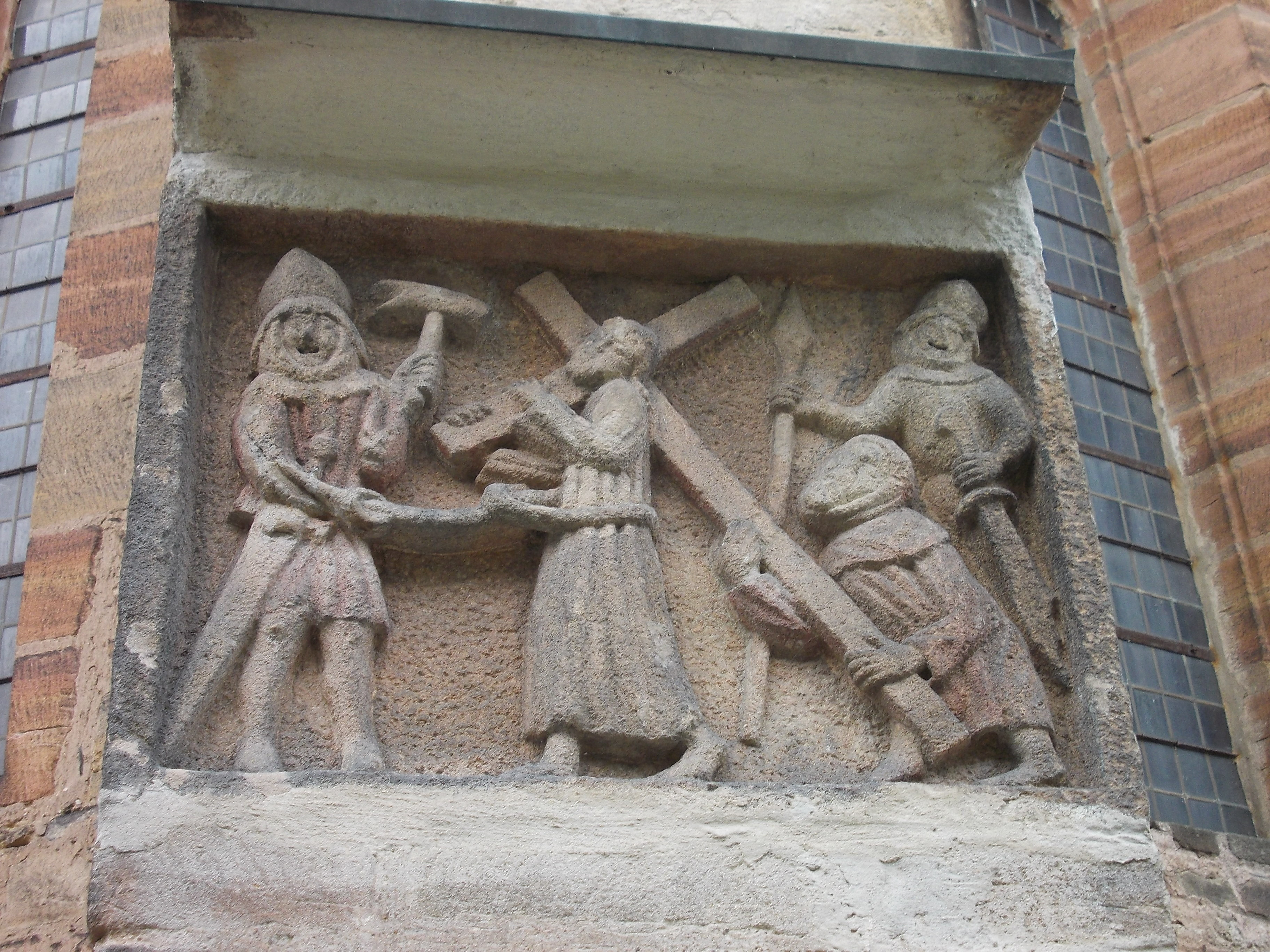
Simon von Cyrene hilft Jesus das Kreuz tragen
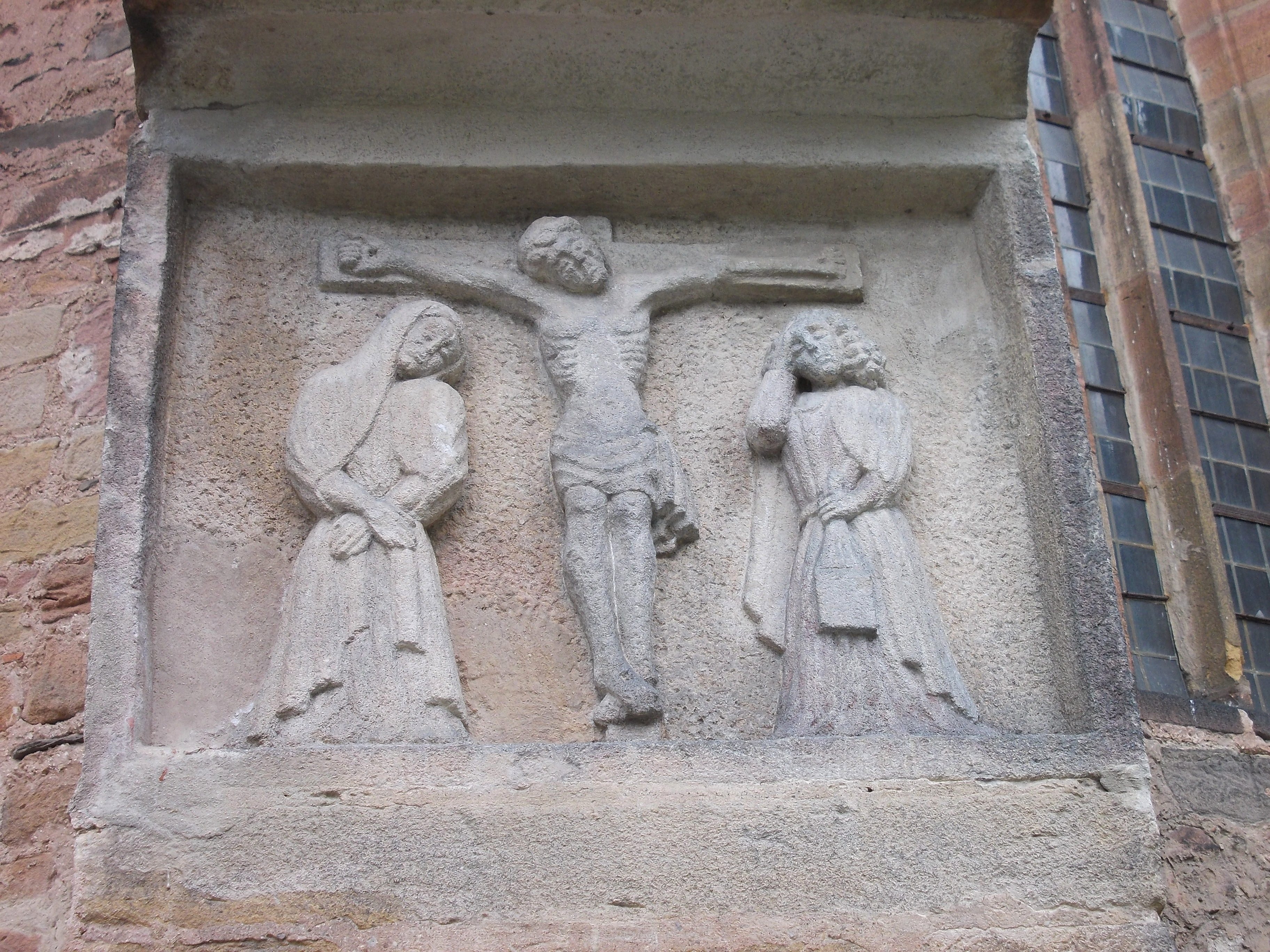
Kreuzigung Jesu
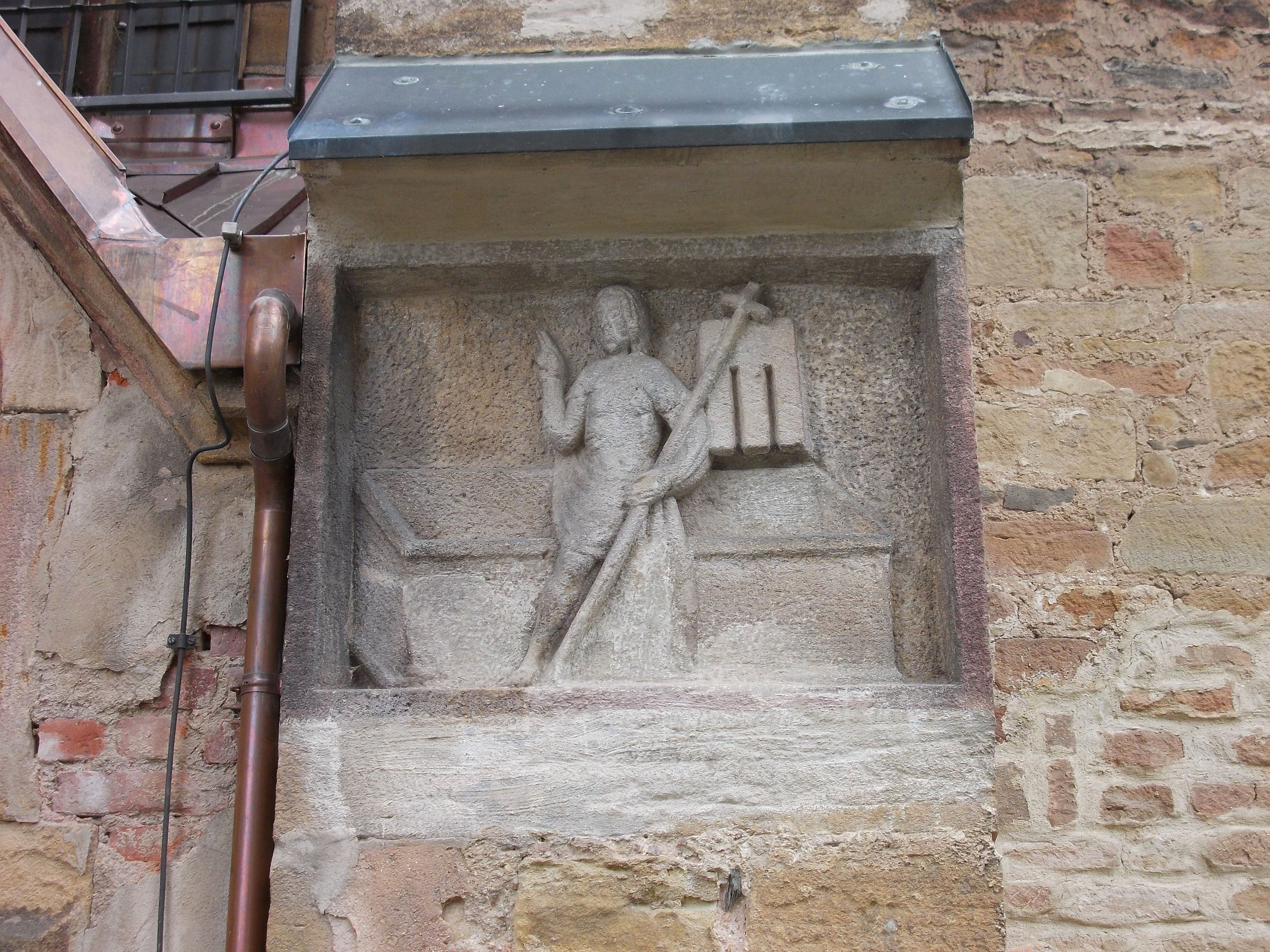
Auferstehung Jesu